# Пиер Волтие
Пиер Волтие (на френски: Pierre Vaultier) е френски сноубордист. Двукратен Олимпийски шампион в сноубордкроса на зимните олимпийски игри в Сочи през 2014 г. и Пьонгчанг през 2018 г.. Световен шампион от Сиера Невада през 2017 година. Роден на 24 юни 1987 г. в Бриансон, Франция.
Дебют за Световната купа на 7 септември 2005 г.

## Награди
- Кавалер на ордена на почетния легион (18 април 2014 година)[1].

## Успехи
Олимпийски игри:
- Шампион (2): 2014, 2018

Световно първенство:
- Шампион (1): 2017

Шампионат на Франция:
- Шампион (5): 2005, 2007, 2010, 2011 и 2016

## Участия на зимни олимпийски игри
| Олимпийски игри            | Място     | Държава    | дисциплина   | класиране |
| -------------------------- | --------- | ---------- | ------------ | --------- |
| Зимни олимпийски игри 2006 | Торино    | Италия     | сноубордкрос | 35-и      |
| Зимни олимпийски игри 2010 | Ванкувър  | Канада     | сноубордкрос | 9-и       |
| Зимни олимпийски игри 2014 | Сочи      | Русия      | сноубордкрос | Шампион   |
| Зимни олимпийски игри 2018 | Пьонгчанг | Южна Корея | сноубордкрос | Шампион   |